# Prawda o komunizmie – Biuletyn Informacyjny
Prawda o komunizmie – Biuletyn Informacyjny – miesięcznik ukazujący się w latach 1937-1939 w Warszawie. 
Redaktorem naczelnym był Henryk Glass. Pismo było kontynuacją miesięcznika „Bój z bolszewizmem” (1927-1931). Na jego łamach dominował propagandowy styl pisania o zagadnieniach komunizmu. Ostatni numer ukazał się w sierpniu 1939 roku. Łącznie ukazało się 2100 stron pisma.